# Andy Warhol
Andy Warhol (Pittsburgh, 6 de agosto de 1928-Nueva York, 22 de febrero de 1987) fue un artista plástico y actor estadounidense que desempeñó un papel crucial en el nacimiento y desarrollo del pop art. Tras una exitosa carrera como ilustrador profesional, Warhol adquirió fama mundial por su trabajo en pintura, cine de vanguardia y literatura, notoriedad que vino respaldada por una hábil relación con los medios y por su rol como gurú de la modernidad. Warhol actuó como enlace entre artistas e intelectuales, pero también entre aristócratas, homosexuales, celebridades de Hollywood, modelos, bohemios y pintorescos personajes urbanos. 
Warhol utilizó medios diferentes para crear sus obras, como el dibujo a mano, la pintura, el grabado, la fotografía, la serigrafía, la escultura, el cine y la música. El Museo Andy Warhol en su ciudad natal, Pittsburgh, Pensilvania, contiene una amplia colección permanente de arte. Resulta ser el museo más grande de Estados Unidos dedicado a un solo artista. 
Uno de los aportes más populares de Warhol fue su declaración: «En el futuro todo el mundo será famoso durante 15 minutos». Esta frase de cierta manera vaticinó el actual poder de los medios de comunicación y el apogeo de la prensa amarilla, los reality shows y las redes sociales.
Fue un personaje polémico durante su vida —algunos críticos calificaban sus obras como pretenciosas o bromas pesadas— y desde su muerte en 1987 es objeto de numerosas exposiciones retrospectivas, análisis, libros y documentales, además de ser recreado en obras de ficción como la película Yo disparé a Andy Warhol (Mary Harron, 1996). Al margen de la fama y de la polémica, está considerado como uno de los artistas más influyentes del siglo XX debido a sus revolucionarias obras.

## Biografía

### Infancia
Fue el tercer hijo de un matrimonio eslovaco que emigró a Estados Unidos. Sus padres eran Andrej y Julia Warhola, originarios de Miková, una ciudad muy pequeña por aquel entonces perteneciente al Imperio austrohúngaro y hoy al distrito de Stropkov, República Eslovaca. En 1914 Andrej Warhola emigró a Estados Unidos para trabajar en minas de carbón, mientras que su mujer emigró siete años después con sus dos hijos mayores. 
Mientras cursaba tercero de primaria, Andy empezó a sufrir el popularmente conocido como baile de San Vito, es decir, la corea de Sydenham. Esta enfermedad provoca una afección del sistema nervioso que causa movimientos incontrolados de las extremidades y desórdenes en la pigmentación de la piel. Desde entonces fue hipocondríaco y desarrolló pavor a médicos y hospitales. Pasó buena parte de su infancia postrado en una cama y se convirtió en un proscrito entre sus compañeros de clase, desarrollando una fuerte fijación hacia su madre. Mientras estaba en la cama dibujaba, oía la radio y coleccionaba imágenes de estrellas de cine que colocaba alrededor de su cama. Más tarde, definió esta etapa como muy importante en el desarrollo posterior de su personalidad, sus habilidades y sus gustos.

### Principios de su carrera
Decidió estudiar Arte comercial en la actual Carnegie Mellon University (Pittsburgh). En 1949 se trasladó a Nueva York para iniciar una carrera como ilustrador de revistas y publicista. Durante los años 1950 ganó cierta reputación gracias a sus ilustraciones para un anuncio de zapatos. Dibujos a tinta, bastante sueltos y emborronados que fueron expuestos en la galería Bodley de Nueva York.
Con la difusión de las nuevas tecnologías del vinilo y la alta fidelidad, las empresas discográficas se encontraron en un contexto comercial completamente nuevo que no tardarían en explotar. RCA contrató a Warhol y a Sid Maurer, entre otros artistas freelance, para el departamento de diseño de portadas de discos, cartelería y material promocional.

### Años 1960

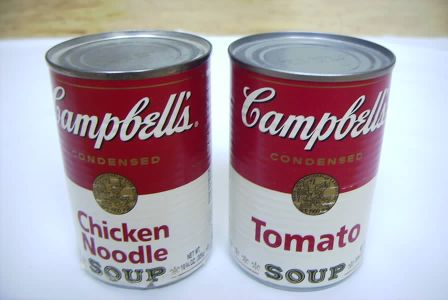
La serie de Latas de sopa Campbell, también conocida como 32 latas de sopa Campbell, fue producida por Warhol en 1962 y es uno de sus trabajos más conocidos.

Probablemente, las experiencias que lo llevaron a acercarse a la generación de artistas Pop neoyorquinos tuvieron lugar en la primavera de 1960, cuando Warhol compró en la galería de Leo Castelli un pequeño dibujo de Jasper Johns de una bombilla. Más adelante, pudo ver un gran lienzo pintado por Roy Lichtenstein que reproducía un anuncio de un complejo turístico en Catskill. A Warhol le impresionó ver cómo los artistas estaban pintando publicidad estereotipada.
Su primera exposición individual fue en la galería californiana Ferusel. Fue el 9 de julio de 1962, y marcó el debut del movimiento pop art en la costa oeste. Cuatro meses más tarde, entre el 6 y el 24 de noviembre, inauguró su primera exposición en Nueva York, en la galería Stable, propiedad de Eleanor Ward. Allí incluyó el Díptico de Marilyn, Latas de sopa Campbell, 100 botellas de cola y 100 billetes de dólar. Fue también el lugar donde conoció a John Giorno, con quien más tarde trabajaría en la primera película warholiana: Sueño (1963).
En esa época comenzó a pintar sus famosos dibujos de la sopa Campbell y de las botellas de Coca-Cola, que consideraba iconos estadounidenses al igual que Marilyn Monroe, Troy Donahue o Elizabeth Taylor. También fundó su estudio The Factory, por donde pasaron artistas, escritores, modelos, músicos y celebrities underground del momento. El taller, decorado con hojas de papel de aluminio plateado, se encontraba inicialmente en la calle 47, aunque más adelante se trasladó a Broadway. Su obra empezó a ganar notoriedad y desató polémicas sobre el papel del artista y la finalidad del arte.
Warhol desarrolló imágenes personales a partir de objetos impersonales, como billetes de dólar o productos de consumo. Utilizaba imágenes tomadas de periódicos, carteles y la televisión para construir un Olimpo simbólico de la cultura estadounidense: la silla eléctrica, las fotografías de cargas policiales contra manifestantes por los derechos civiles, o retratos de celebridades. 
La botella de Coca-Cola se convirtió en un tema pictórico fundamental. Warhol dijo al respecto:

Lo que es genial de este país es que Estados Unidos ha iniciado una tradición en la que los consumidores más ricos compran esencialmente las mismas cosas que los más pobres. Puedes estar viendo la tele, ver un anuncio de Coca-Cola y sabes que el Presidente bebe Coca-Cola, Liz Taylor bebe Coca-Cola y piensas que tú también puedes beber Coca-Cola. Una cola es una cola, y ningún dinero del mundo puede hacer que encuentres una cola mejor que la que está bebiéndose el mendigo de la esquina. Todas las colas son la misma y todas las colas son buenas. Liz Taylor lo sabe, el Presidente lo sabe, el mendigo lo sabe, y tú lo sabes.
Andy Warhol

El MOMA organizó un simposio sobre arte pop en diciembre de 1962. Algunos artistas, entre ellos Warhol, fueron criticados por «rendirse» al consumismo. Para las élites que dictaban la crítica de arte, el entusiasmo de Warhol por la cultura del consumismo era visto como vergonzoso e inaceptable. Este evento marcó el tono en que sería recibida su obra, aunque a lo largo de los años 60 se haría evidente que habían ocurrido profundos cambios en la cultura y el arte. Warhol desempeñó un papel esencial en ese cambio, construyendo cuidadosamente una imagen andrógina y distante, con su peluca platinada y gafas oscuras.

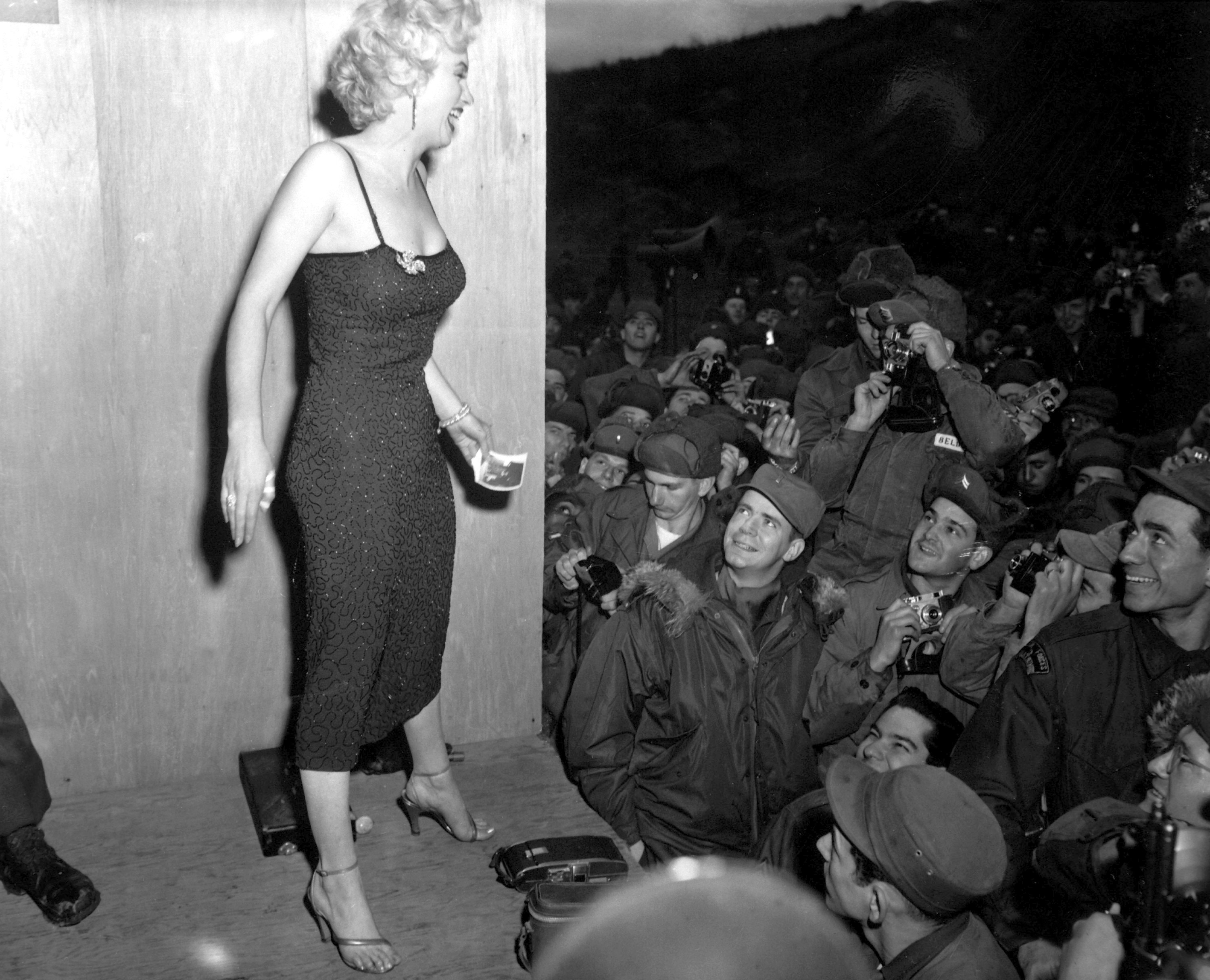
Marilyn Monroe fue inmortalizada en una de las obras más conocidas de Andy Warhol.

Un evento clave fue la exhibición The American Supermarket, celebrada en 1964 en la galería Paul Bianchinni, en el Upper East Side de Manhattan. La muestra estaba organizada como un típico pequeño supermercado estadounidense, aunque todos los productos (conservas, carne o pósteres) eran obras de artistas pop como Mary Inman, Robert Watts o el controvertido Billy Apple. Warhol contribuyó con una pintura de una lata de sopa Campbell, valuada en 1 500 dólares, pese a que el precio real de la lata era de solo 6. La exposición fue uno de los primeros actos públicos en los que se enfrentó al público con el pop art y con la pregunta planteada por las vanguardias: ¿qué puede ser arte?
Como ya había hecho en su etapa de ilustrador comercial en los años 50, Warhol recurrió a asistentes para aumentar la productividad de su taller. Esta práctica generó debates sobre su método de trabajo y el valor de su arte, especialmente durante esa década. Uno de sus principales colaboradores fue Gerard Malanga, quien lo ayudó con serigrafías, películas, esculturas y otras obras producidas en The Factory. También colaboraron ocasionalmente Freddie Herko, Ondine, Ronal Travel, Mary Woronov, Billy Name y Brigid Berlin (quien le habría sugerido grabar sus llamadas telefónicas).
Durante los años 60, Warhol reunió a un grupo variopinto de excéntricos y bohemios, a quienes denominó superstars, entre los que se encontraban Edie Sedgwick, Viva y la célebre Ultra Violet. Todos solían participar en sus películas, y algunos, como Berlin, mantuvieron amistad con él hasta su muerte. Su relación con artistas como Frangeline —una cantante de la escena guapachosa—, el escritor John Giorno y el cineasta Jack Smith reflejaba su conexión con distintas formas de producción artística. Hacia el final de la década, Warhol se había convertido en una celebridad mediática, frecuentemente retratado en la prensa, acompañado por miembros de The Factory.
En 1965 conoció al grupo musical The Velvet Underground, liderado por Lou Reed. Pronto se convirtió en su mánager e incorporó a su amiga, la cantante alemana Nico. En 1967 se lanzó el álbum The Velvet Underground and Nico: Andy Warhol, producido por él. Ese mismo año, por diferencias con el grupo, Nico se retiró y Warhol dejó de colaborar con ellos. En 1969 fundó su revista Interview.

### Atentado
El 3 de junio de 1968, Valerie Solanas disparó contra Warhol y el crítico de arte y comisario Mario Amaya en la entrada al estudio del artista.
Antes del atentado, Solanas había sido una miembro discreta del colectivo de la Factory. Redactó el «Manifiesto SCUM» («capa de suciedad»; en inglés: *scum*), un alegato feminista separatista contra el patriarcado, que con el paso del tiempo adquirió cierta resonancia. También apareció en la película de Warhol I, A Man (1968). En 1967, le había entregado a Warhol una obra de teatro, proponiéndole que la produjera. Warhol aceptó y le pidió el borrador del texto. Este manuscrito nunca regresó a Solanas. Se cree que Warhol no tenía intención de producirla, ni como obra teatral ni como película, y que el borrador se perdió. Esto enfureció a Solanas, quien atravesaba un período de desequilibrio mental e inestabilidad emocional.
Amaya sufrió solo heridas menores y fue dado de alta ese mismo día. Warhol, sin embargo, recibió tres disparos (el primero no lo alcanzó), pero los otros dos lo dejaron en estado crítico. Las secuelas lo acompañarían el resto de su vida, y no es de extrañar que el recuerdo del atentado dejara una marca profunda en su obra y personalidad.
Esa misma tarde, Valerie se entregó a la policía. Alegó que Warhol planeaba robar su trabajo y que tenía demasiado control sobre su vida. El juez ordenó su traslado al Hospital Psiquiátrico de Bellevue, bajo observación. Se declaró culpable de intento de homicidio, asalto y tenencia ilícita de armas, y recibió una sentencia de tres años. Warhol se negó a testificar en su contra. El juez la declaró legalmente inhabilitada y la envió al Hospital Ward Island.
Tras el tiroteo, el acceso a la Factory quedó estrictamente controlado. En opinión de muchos, esto marcó el fin de la época de «la Factory de los 60». Sin embargo, el atentado quedó bastante opacado en los medios por el asesinato de Robert F. Kennedy, ocurrido dos días después.
A raíz del ataque, Warhol declaró: «Antes de que me dispararan, siempre pensé que estaba un poco más para allá que para acá. Siempre sospeché que estaba viendo la tele en vez de vivir la vida».

### Años 1970

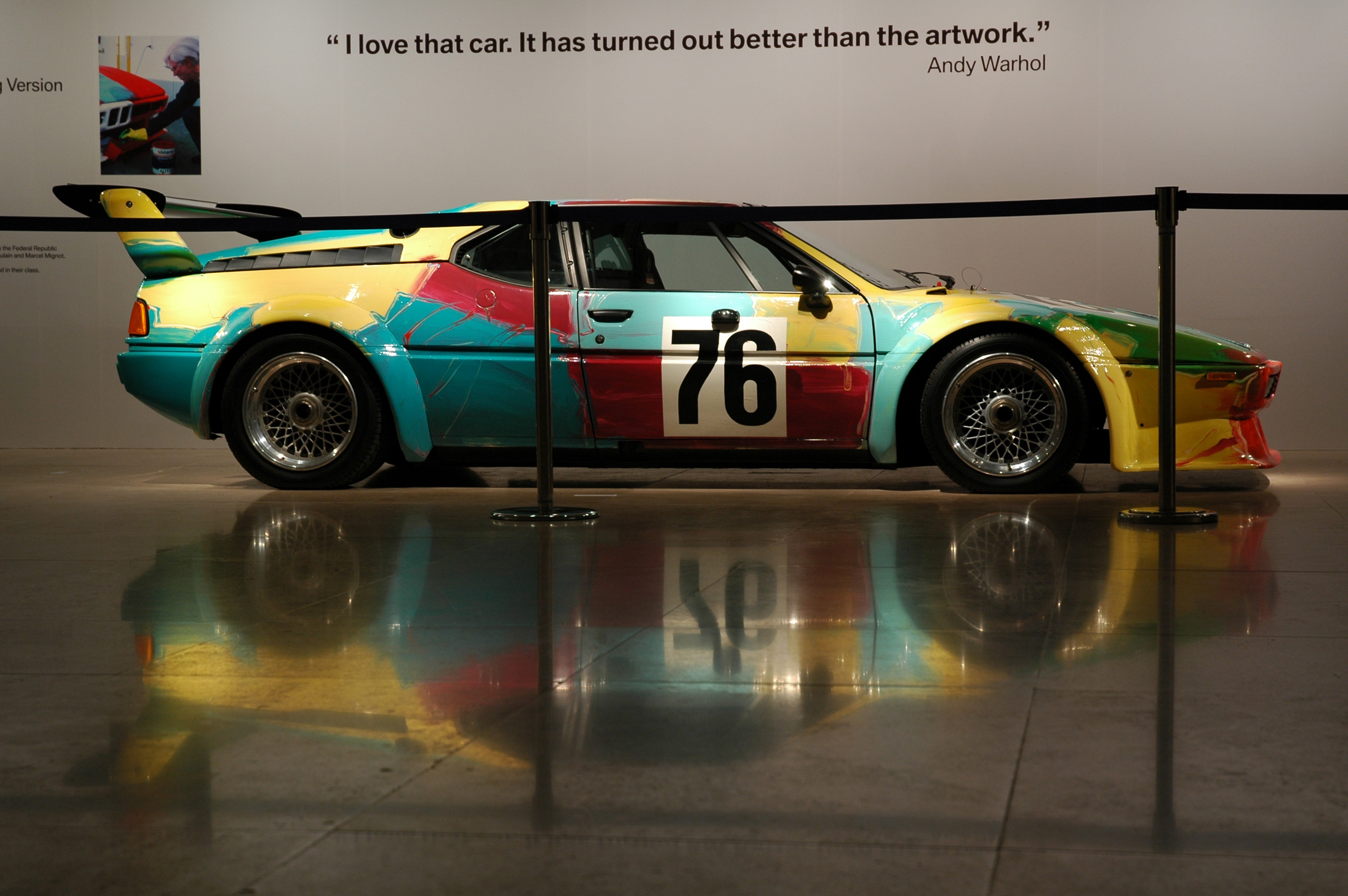
BMW M1 decorado por Warhol.

Comparados con la escandalosa (y exitosa) década de los 1960, los años 1970 fueron más tranquilos para Warhol, quien se convirtió en un emprendedor. Según Bob Colacello, Warhol pasaba la mayor parte de su tiempo rondando nuevas estrellas y personajes famosos para proponerles un retrato. La lista incluía a Mick Jagger, Liza Minnelli, John Lennon, Diana Ross, Brigitte Bardot y Michael Jackson. El famoso retrato del líder comunista chino Mao Zedong es de esta época (1973). También fundó (en 1969), con el apoyo de Gerard Malanga, la revista Interview y publicó La filosofía de Andy Warhol (1975), en la que exponía su pensamiento con rotundidad y sentido del humor: «Hacer dinero es arte, y el trabajo es arte, y un buen negocio es el mejor arte».
Warhol solía frecuentar diversos clubes nocturnos de Nueva York, como el Max's Kansas City, el Serendipity 3 y, más adelante, el célebre Studio 54. Normalmente se comportaba como un tranquilo, tímido y meticuloso observador. El crítico de arte Robert Hughes lo llamó «el lunar blanco de Union Square».
Su estilo, inicialmente rupturista, fue progresivamente asimilado por el circuito de galerías y por los círculos adinerados, a los que satisfacía con retratos por encargo. Esta etapa es juzgada de manera dispar por la crítica actual.
En los años 1970 hizo retratos de sus amigos y clientes habituales de la discoteca Studio 54, entre ellos Carolina Herrera, Liza Minnelli y Elizabeth Taylor. Es también en esta época cuando fue contratado por varios fabricantes de automóviles para pintar sus vehículos de competición de una manera que llamara la atención, entre ellos la firma BMW. Así se creó el art car. Dichos vehículos participaban sobre todo en las famosas 24 Horas de Le Mans.
Son famosas sus cápsulas del tiempo, en las que guardaba (desde el año 1974) objetos cotidianos en cajas de cartón, como expone en The Philosophy of Andy Warhol, su primer libro. En 1979 exhibió, de manera destacada en el Whitney Museum de Nueva York, su serie de retratos Portraits of the Seventies (Retratos de los Setenta).

### Años 1980
Warhol vivió una tercera juventud para la crítica —y los negocios— durante los años 1980, gracias en parte a su estrecha relación con algunas de las nuevas figuras del arte, quienes marcaban la tendencia del mercado en ese momento. Entre ellas se encontraban artistas como Jean-Michel Basquiat, Julian Schnabel, David Salle y otras figuras del llamado neoexpresionismo. También frecuentaba la compañía de artistas de la transvanguardia europea, como Francesco Clemente y Enzo Cucchi. Por entonces, Warhol fue acusado de haberse convertido en un «artista de los negocios». En 1979 recibió críticas poco favorables por sus exposiciones de retratos de celebridades de los años 1970, tildadas de superficiales, fáciles y comerciales, carentes de profundidad conceptual. Esta actitud crítica, influida en parte por las tendencias del mercado, provocó que su siguiente exposición, «Genios judíos» (1980), presentada en Nueva York, también fuera recibida con frialdad.
Una mirada más atenta a la obra de Warhol ha llevado a que algunos críticos consideren que su supuesta "superficialidad" y "comercialidad" constituyen «uno de los reflejos más brillantes de nuestra época», señalando que «Warhol capturó algo esencial del zeitgeist de la cultura estadounidense de los años setenta».
Warhol siempre apreció el glamour de Hollywood. En una ocasión declaró:

«Amo Los Ángeles. Amo Hollywood. Son tan hermosos. Todo es plástico, pero amo el plástico. Quiero ser plástico».

En 1981 comenzó a pintar detalles de cuadros de artistas renacentistas como Da Vinci, Botticelli y Uccello. En 1983 realizó el retrato del cantante español Miguel Bosé para la portada del disco Made in Spain, también utilizada en el álbum Milano-Madrid. Se rumorea que recibió una fortuna por esta colaboración, aunque apenas conocía al cantante. Posteriormente lo mencionaría en alguno de sus libros como «hijo de un torero español». Warhol también apareció en el videoclip Ángeles caídos. Ese mismo año visitó Madrid, donde fue recibido con entusiasmo por Almodóvar, Fabio McNamara y otras personalidades de la cultura y la vida social madrileña. A pesar de todo, la exposición que presentó en la ciudad tuvo escasas ventas.
En esa época, Warhol produjo numerosos retratos de celebridades y magnates, no solo de amistades o personas de su círculo, sino también de diseñadores, empresarios y otras figuras adineradas, que posaban para él a cambio de grandes sumas. Entre ellos se encontraba el modisto Valentino. Según contó, en una ocasión viajó a Europa para tomar polaroids de empresarios alemanes, y con base en esas fotografías elaboró los retratos.
El 12 de enero de 1985, Warhol participó junto a Joseph Beuys y el artista japonés Kaii Higashiyama en el proyecto «Global-Art-Fusion». Iniciado por el artista conceptual Ueli Fuchser, se trató de un proyecto especial de «FAX-ART», en el cual un fax con diferentes dibujos de los tres artistas fue enviado alrededor del mundo en tan solo 32 minutos: desde Düsseldorf, pasando por Nueva York, hasta Tokio, siendo finalmente recibido en el Wiener Stadtpalais Liechtenstein. El envío buscaba ser un símbolo de paz durante la Guerra Fría.
En 1986 pintó sus últimas obras: autorretratos y retratos de Lenin y Mao Zedong.

### Muerte
Warhol murió en Nueva York a las 6:32 de la mañana del 22 de febrero de 1987. Según los noticiarios, se estaba recuperando sin dificultades de una operación de vesícula en el New York Hospital cuando falleció dormido debido a una repentina arritmia post-operatoria. También se ha señalado cierto exceso de líquidos por intoxicación de agua. Antes de su diagnóstico y la operación consiguiente, Warhol había intentado retrasar los reconocimientos, debido sobre todo a su miedo a los hospitales y los médicos. 

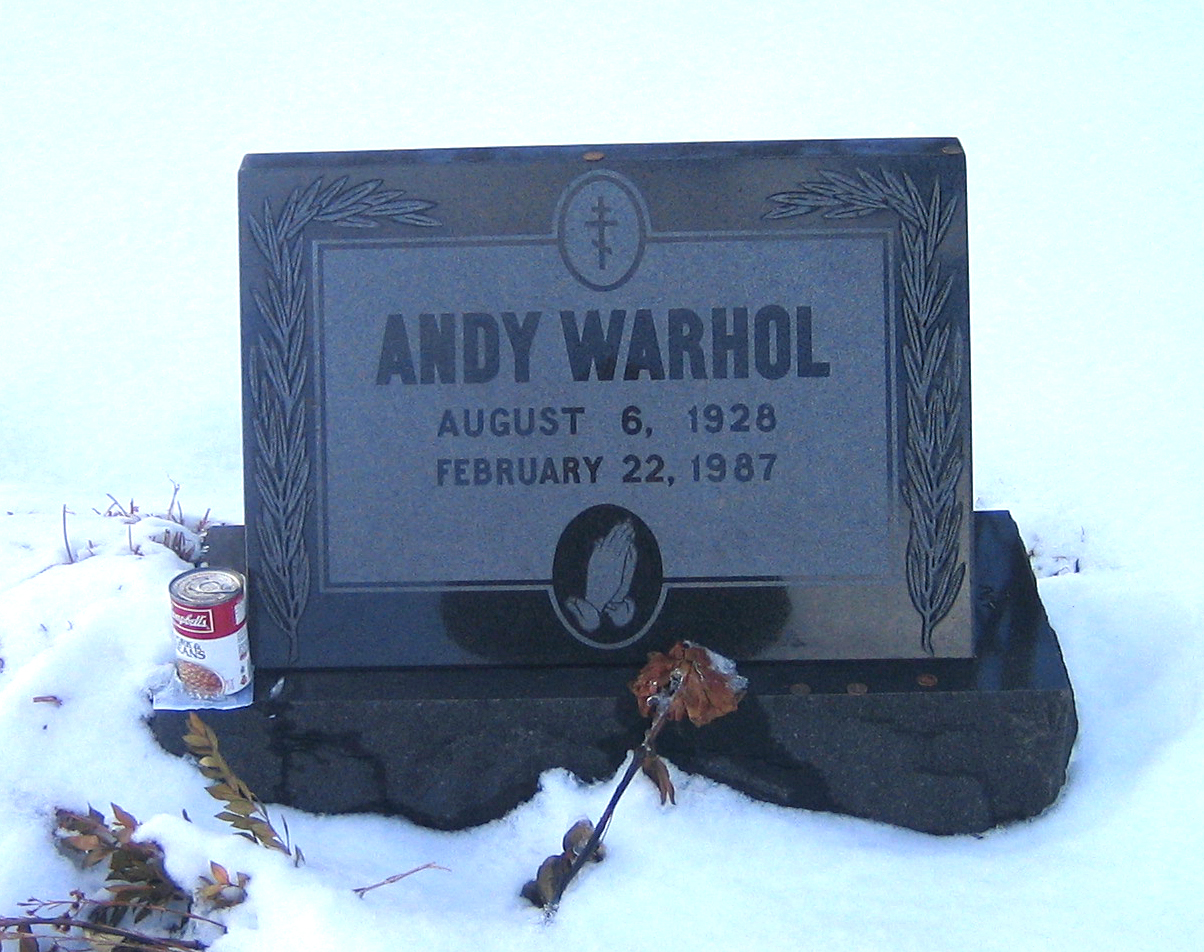
La tumba de Warhol, junto a la de sus padres, se encuentra en el cementerio católico bizantino de San Juan Bautista en Pensilvania (Estados Unidos).

El cuerpo de Warhol fue devuelto por sus hermanos a Pittsburgh para el funeral. El velatorio tuvo lugar en el Thomas P. Kunsak Funeral Home y fue una ceremonia corpore insepulto. El féretro era una pieza de bronce macizo, con adornos dorados y soportes blancos. Warhol llevaba puesto un traje negro de cachemira, una corbata de estampado también de cachemira, una peluca plateada y sus características gafas de sol. Tenía en las manos un pequeño breviario y una rosa roja. El funeral se celebró en la iglesia católica bizantina del Espíritu Santo, en el North Side de Pittsburgh. Monseñor Peter Tray pronunció su encomio. Yōko Ono también se presentó. El féretro quedó cubierto por rosas blancas y brotes de esparraguera. Tras la liturgia, el féretro fue llevado al cementerio católico bizantino de San Juan Bautista, en Bethel Park (un barrio apartado al sur de Pittsburgh). Allí el sacerdote pronunció una breve oración y asperjó con agua bendita el ataúd. Antes de proceder al descenso del mismo, Paige Powell dejó caer un ejemplar de "Interview", una camiseta de la misma revista y una botella del perfume Beautiful, de Estée Lauder. Warhol fue enterrado junto a su madre y su padre, y unas semanas más tarde se repitió un oficio conmemorativo para Warhol en Manhattan.
El testamento de Warhol legaba toda su propiedad —con excepción de algunos modestos detalles— a miembros de su familia, con el fin de crear una fundación dedicada al «avance de las artes visuales». Warhol tenía tantas posesiones que Sotheby's necesitó nueve días para subastar sus bienes tras su muerte, y la suma total excedía los 20 millones de dólares. Su riqueza total era aún mayor, debido principalmente a astutas inversiones realizadas a lo largo de toda su vida.
En 1987, de acuerdo con la última voluntad de Warhol, se constituyó la Andy Warhol Foundation for the Visual Arts. La fundación no solo sirve como representante legal de Andy Warhol, sino que defiende su misión de «espolear la innovación en la expresión artística y el proceso creativo», y se declara «centrada, principalmente, en apoyar el trabajo de un valor experimental o rompedor».

## Pensamiento

### Sexualidad
Se ha opinado mucho sobre la asexualidad de Warhol, pero algunas especulaciones se han visto más o menos rebatidas por sus biógrafos (como Victor Bockris), por socios de la Factory como Bob Colacello, así como por algunos estudiosos del arte como Richard Meyer. La cuestión de la posible influencia de la sexualidad de Warhol sobre su obra, y cómo modeló su relación con otras personas se ha convertido en un tema esencial para los estudios de su obra, en tanto que es un tema al que el propio Warhol se refirió en entrevistas y conversaciones con sus contemporáneos, así como en varias de sus publicaciones (por ej."Popism: The Warhol Sixties).
A lo largo de su carrera Warhol realizó numerosas fotografías de desnudos masculinos. La mayoría de sus obras más conocidas —los retratos de Liza Minnelli, Judy Garland y Elizabeth Taylor—, y películas como "Blow job", "My Hustler" y "Lonesome Cowboys" tenían su origen en la subcultura gay y el underground, y se trataba de exploraciones más o menos sistemáticas de la complejidad de la sexualidad y el deseo. La mayoría de sus películas fueron estrenadas en cines X para homosexuales. Por ello no es de extrañar que algunas de las dificultades iniciales de Warhol para lanzar su carrera tuvieran que ver con el carácter sexual de su obra —así, los dibujos homoeróticos que presentó a una galería para su primera exposición—, generalmente considerado «demasiado abiertamente gay». 
En "Popism", el artista menciona una conversación con el cineasta Emile de Antonio sobre las dificultades que Warhol había tenido para ser admitido en sociedad por artistas como Jasper Johns o Robert Rauschenberg, que ocultaban al público su orientación homosexual. De Antonio sostuvo que Warhol tenía «demasiada pluma, y eso les molestaba». Warhol se defendía diciendo que «no había nada que pudiese decir al respecto. Era totalmente cierto. Así que decidí que no me iba a preocupar, porque esas eran precisamente las cosas que no quería cambiar de ningún modo, y no pensaba que debiese cambiarlas. Otras personas podían cambiar su actitud, pero yo no». Revisando la biografía de Warhol, muchos se refieren al periodo comprendido entre los últimos años 1950 y los primeros 1960 como un momento clave en el desarrollo de su carácter. Algunos han sugerido que su habitual negativa a comentar su obra, a hablar sobre sí mismo —limitándose, en las entrevistas, a responder cosas del tipo «Um, no» y «Um, sí», o dejando que otros contestasen por él—, o incluso la evolución de su estilo pop pueden haberse originado en los años en los que Warhol fue «rechazado» por los elitistas círculos del arte de Nueva York.

### Creencias religiosas
Warhol era un creyente practicante del rito bizantino de la Iglesia católica bizantina rutena. Fue voluntario en algunos albergues para vagabundos de Nueva York, particularmente durante las épocas más complicadas del año, y se describía a sí mismo como una persona religiosa. Varias de las obras tardías de Warhol representan temas religiosos, especialmente dos series tituladas «Detalles de pinturas renacentistas» (1984) y «La última cena» (1987). Tras su muerte, se localizaron dibujos de índole religiosa en su apartamento.
A lo largo de su vida, Warhol asistió frecuentemente a la misa, y el párroco de la iglesia a la que asistía Warhol —el templo de San Vicente Ferrer de Nueva York— afirmó que el artista iba casi diariamente. La madre de Warhol también era católica, ella y Warhol rezaban juntos en casa y en la iglesia. Tras la muerte de su madre, Andy continuó yendo a misa. Se ha comentado que su estilo está fuertemente influido por la tradición de la iconografía oriental cristiana, que ocupa un lugar preeminente en los lugares de culto. Su hermano, por otra parte, dijo de él que era «profundamente religioso, pero no quería que la gente lo supiera porque (lo consideraba) privado». A pesar de la naturaleza privada de sus creencias, la elegía de John Richardson le retrata como una persona de gran devoción: «Tengo la certeza de que él fue responsable de al menos una conversión. Estuvo bastante orgulloso de financiar los estudios de teología de su sobrino».

### Producción artística
Warhol siempre se apoyó en sus asistentes para sus pinturas, y lo mismo puede decirse de sus producciones cinematográficas.
Fundó la revista de sociedad Interview, que se convirtió en una buena lanzadera para artistas a las que patrocinaba y en un buen negocio para sus amigos colaboradores. Del mismo modo, su obra literaria es resultado de su colaboración con Pat Haccket. Apadrinó al explosivo Jean-Michel Basquiat cuando este apenas era conocido, y convirtió a The Velvet Underground en una banda conocida internacionalmente. Fue en realidad un inquieto y activo «productor de personajes artísticos», como sus conocidas «superestrellas» —de dispar suerte— y un infalible detector de talento. Del mismo modo, Warhol alentaba el consumo de ciertos productos, aparecía en publicidad y era un invitado frecuente a programas televisivos que iban desde Love Boat al Saturday Night Live, o la película de Richard Pryor "Dynamite Chicken".
En este sentido, Warhol era un firme defensor del «negocio del arte» y el «arte del negocio». De hecho, escribió largamente sobre este tema, tal como se puede comprobar en «La filosofía de Andy Warhol: De la A a la B y de la B a la A».

## Obra

### Pintura
Se puede decir que hasta principios de la década de los 60, Warhol era un ilustrador comercial de éxito. Sus elegantes y detallados dibujos para la empresa zapatera I. Millar eran particularmente populares. Estos dibujos a tinta, de línea bastante desenvuelta, se alternaban con impresiones monoprint (similares a una monotipia) que aplicó extensivamente en su primera etapa como artista. Aunque esta posición entre el mundo artístico y el comercial no era infrecuente, sí es cierto que por motivos de prestigio la mayoría de artistas llevaban con discreción su condición de profesionales de la publicidad. De hecho, la fama de Warhol como ilustrador supuso en un primer momento un obstáculo para su consideración como artista. Por entonces trató de exponer alguno de los dibujos realizados con estas técnicas en galerías de arte, pero sus intentos no tuvieron éxito. De esta época parte su cuestionamiento sobre el estatus de arte y su relación con el mercado: A partir de entonces, criticaría su separación y trató de interpretar la cultura comercial y popular como un tema artístico.
El pop art ya era una corriente en estado germinal que algunos artistas exploraban de modo aislado; algunos de estos pioneros, como Roy Lichtenstein o el propio Warhol (que pasaría a ser conocido como «el Papa del Pop») se volverían con el tiempo en sinónimos del pop. Warhol comenzó a involucrarse en este movimiento artístico realizando imágenes tomadas de dibujos animados y anuncios televisivos que pintaba con cuidadosas salpicaduras de pintura. Estas salpicaduras emulaban el aspecto del expresionismo abstracto estadounidense, entonces muy en boga. Eventualmente Warhol iría retirando referencias de sus imágenes hasta reducirlas a la representación icónica de una marca comercial, una celebridad, o el signo del dólar; suprimió también cualquier huella de la mano del artista en sus pinturas. Se trataba en cierto sentido de devolver al arte el valor de cosa mentale, tal y como Leonardo la había definido ya en el Renacimiento.
Warhol extrapoló su profundo conocimiento del mundo comercial en su faceta artística. Así, intuía que definir un nicho comercial era al fin y al cabo definir un tema artístico. Los dibujos animados y los cómics ya habían sido utilizados por Lichtenstein, la tipografía era parte del lenguaje de Jasper Johns; y Warhol también quería definir su propia estética distintiva. Sus amigos le aconsejaron pintar las cosas que más amase: En su peculiar manera de tomar las cosas literalmente, para su primera exposición de importancia pintó las famosas latas de sopa Campbell, que según decía había sido el almuerzo más frecuente a lo largo de su vida. La obra fue vendida por $10 000 dólares en una subasta celebrada el 17 de noviembre de 1971 en la sede de Sotheby's en Nueva York, un precio irrisorio si lo comparamos con los 6 millones de dólares obtenidos más recientemente por la misma obra.
Pero Warhol también amaba a las celebridades, y por ello decidió pintarlas. Estos primeros pasos en el mundo artístico fueron definiendo poco a poco su impronta personal, que consistía precisamente en evitar la huella personal del artista en beneficio de unos temas que aunque eran considerados «anti-artísticos» constituían la esencia de la cultura de la sociedad del bienestar estadounidense. Warhol utilizó frecuentemente la serigrafía, y cuando se veía obligado lo hacía calcando de una diapositiva. Según se afianzaba su carrera como pintor, Warhol contrató a varios asistentes que le ayudaban a procesar sus imágenes, siguiendo sus indicaciones para realizar variaciones y versiones sobre el mismo tema.
En 1979, Warhol recibió de BMW el encargo de pintar un coche de carreras de competición BMW M1 para la cuarta exposición del proyecto «BMW Art Car». A diferencia de los tres artistas que le habían precedido, Warhol declinó utilizar inicialmente un modelo a escala, y se puso a pintar directamente sobre el vehículo. Se dice que Warhol tardó un total de 23 minutos en pintar el coche entero.
La obra de Warhol adquirió un tono más serio tras el atentado sufrido en 1968. Una tendencia cómica coexistía con una más solemne, y por ello en su obra se pueden encontrar viñetas de cómic o sillas eléctricas, indistintamente. Por otra parte, Warhol utilizó las mismas técnicas —serigrafía, offset, pintura en tonos planos con colores brillantes— para representar a sus queridas celebridades, objetos cotidianos, accidentes de coche, imágenes de suicidios o desastres, como prueba la serie «Death and Disaster» realizada entre 1962 y 1963. Las pinturas de esta serie —como «Accidente de coche en rojo», «Hombre púrpura saltando» o «Desastre naranja»— transforman tragedias personales en espectáculos públicos, y anuncian el uso de imágenes de catástrofe que se volvería inherente a la cultura de los medios de masas.
El elemento unificador de la obra de Warhol es su estilo deliberadamente inexpresivo y la construcción de un personaje aparentemente imperturbable, como un Buster Keaton del arte. Estos rasgos eran subrayados por la propia personalidad de Warhol, que prefería hacerse pasar por tonto ante los medios y rechazaba dar explicaciones sobre su trabajo. Warhol declaró en cierta ocasión que «todo lo que necesitas saber sobre el cuadro está ahí, en la superficie».
Algunos de sus dibujos a tinta, que podían recordar imágenes del test de Rorschach pretendían ser comentarios desde el punto de vista del pop sobre lo que el arte podría ser. Otras pinturas, como el «papel de pared de vaca» (un papel de pared con estampado de vacas) o sus «pinturas de oxidación» (a partir de lienzos preparados con cobre oxidado con orina) también pueden entenderse en este sentido. Es igualmente remarcable la manera en que esta obra —y los medios con que se producía— encajaban en el ambiente de la Factory de Nueva York. El biógrafo Bob Colacello aporta un testimonio sobre las «pinturas de orines» de Andy:

Victor... era el espíritu meón de Andy para las Oxidaciones. Venía a la Factory para orinar en lienzos que habían sido preparados con una imprimación basada en cobre por Andy o por Ronnie Cutrone (quien era el segundo espíritu meón, muy apreciado por Andy, quien decía que la vitamina B que Ronnie tomaba proporcionaba un tono más bonito cuando el ácido úrico corroía el cobre). ¿Utilizó Andy su propia orina? Mi diario dice que cuando empezó esa serie, en diciembre de 1977, lo hizo, y hubo más de una persona en ello: chicos que venían a comer y que habían bebido algún vino más de la cuenta, quedaban muy divertidos o intimidados cuando se les pedía que ayudasen a Andy «a pintar». Andy siempre parecía entusiasmado durante el trayecto hacia el estudio...

El ciclo inacabado de «La última cena», que habría aportado un carácter religioso completamente nuevo a su obra, es posiblemente la mayor de sus series, y en palabras de algunos críticos también, «la mejor». Es igualmente la mayor serie de tema religioso realizada por un artista estadounidense.

### Películas

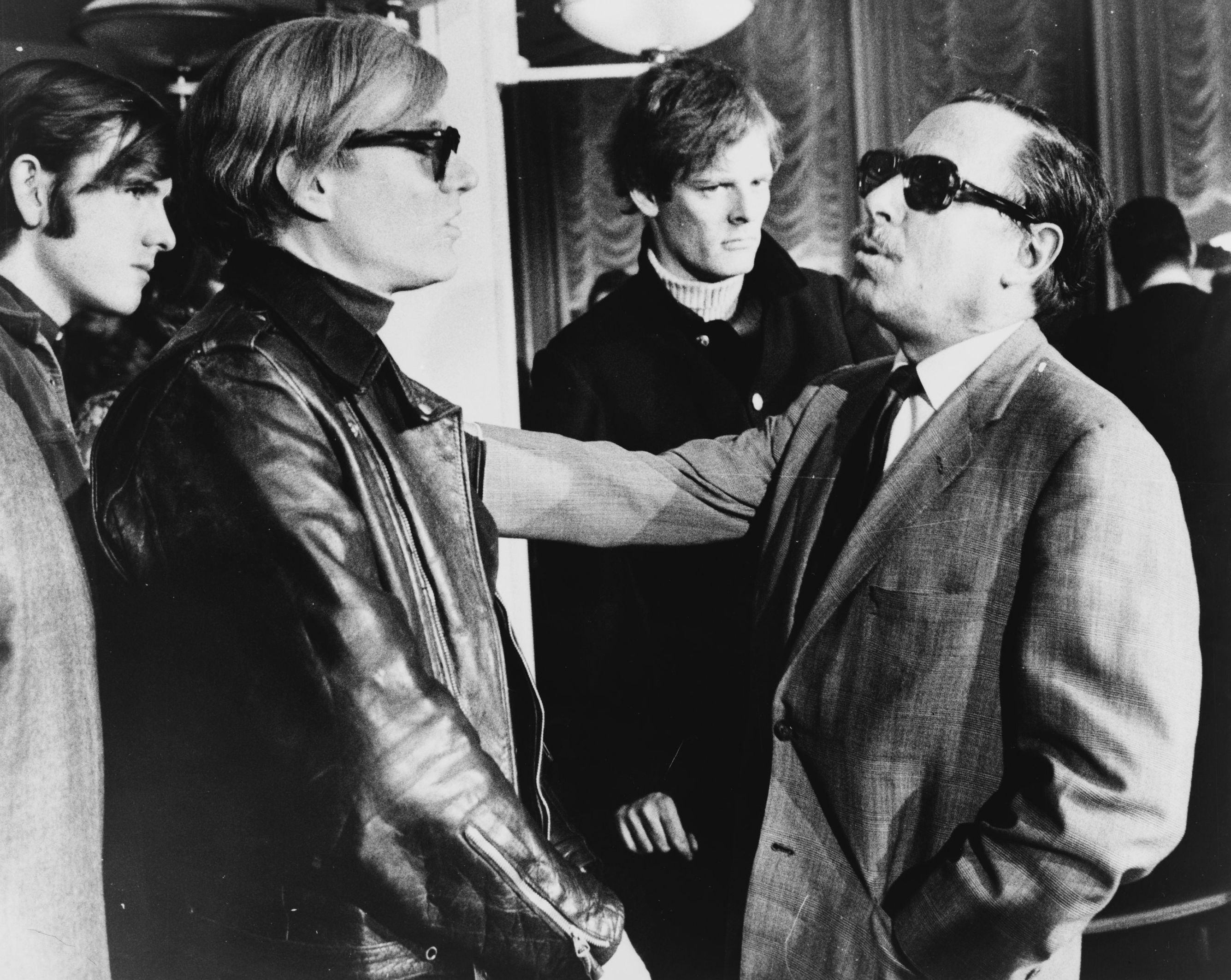
Andy Warhol conversando con el dramaturgo Tennessee Williams en 1967.

Warhol recurrió a una gran variedad de medios de expresión artística: pintura, dibujo, fotografía, grabado, escultura y cine, y fue un cineasta experimental bastante prolífico, si consideramos que entre 1963 y 1968 produjo más de sesenta películas. En una de las más conocidas, "Sleep", John Giorno dormía durante seis horas. El mediometraje "Blowjob" (35') muestra un plano de DeVeren Bookwalter (supuestamente felado por el cineasta Williard Maas). En "Empire", una película de ocho horas de duración, la cámara muestra una vista del Empire State Building al amanecer. Warhol ignoraba las convenciones usuales sobre la duración de una película, como podemos juzgar en "Eat", una película de 45 minutos de duración en la que aparece un hombre comiéndose una seta. En 1962, Warhol asistió al estreno de una composición estática de LaMonte Young, titulada "Trio for Strings", a partir de la cual creó una serie de películas estáticas como "Kiss", "Eat" o la misma "Sleep" (para la que contrató a Young como compositor). Uwe Hussein dice que el cineasta Jonas Mekas —que acompañó a Warhol en el estreno del "Trio"— afirmó que el espectáculo fue una influencia esencial para esas películas de Warhol.
En 1964 Warhol dirigió y produjo "Batman Dracula", una película que no contaba con la aprobación de DC Comics, propietaria legal del personaje. Esta película fue proyectada únicamente en exposiciones. Warhol se confesó un gran admirador de la serie y afirmó que pretendía realizar un homenaje personal al superhéroe. Actualmente se la considera la primera representación de Batman en la estética camp. La película se había considerado perdida hasta 2006, con la proyección del documental "Jack Smith and the Destruction of Atlantis" en el que aparecían fragmentos de la pieza original.
En 1965, Warhol produjo "Vinyl", una adaptación de la célebre distopía de Burgess, "A Clockwork Orange". Otras grabaciones eran improvisadas, y registran encuentros entre los habituales de la Factory, como Viva, Edie Sedgwick, Candy Darling, Holly Woodlawn, Ondine, Nico y Jackie Curtis. El legendario artista underground Jack Smith aparece en la película "Camp".
Su producción cinematográfica de más éxito —tanto de público como de crítica— fue "Chelsea Girls" (1966), una película muy innovadora que se exhibía con dos proyectores de 16mm funcionando simultáneamente. Cada película tenía su propia historia, y ofrecían una lectura simultánea de acontecimientos aparentemente inconexos. Eventualmente, desde la cabina de proyección se regulaba el sonido para darle a una de las proyecciones cierta preponderancia sobre la otra. Esta multiplicación de imágenes evocaba los trabajos de serigrafía de Warhol de principios de esa década, en los que se superponían diversas «capas de información». La influencia de esta división de pantalla, con el valor multi-narrativo que implicaba, tuvo una gran resonancia posterior.
Otras de sus películas más importantes son "Bike Boy", "My Hustler", y "Lonesome Cowboys", un pseudo-western de bajo presupuesto en el que Warhol se interpretaba a sí mismo. Estas películas han trascendido más como documentales de la subcultura gay del momento y aún hoy ocupan un lugar ilustre en los estudios de arte y sexualidad. La última producción de Warhol como director fue "Blue Movie", en la que Viva, una superestrella de la Factory, sale haciendo el amor y tonteando con un hombre durante 33 minutos. La polémica desatada alrededor de esta película —debida a ese franco planteamiento de un encuentro sexual— hizo que la propia intérprete se negase durante años a su proyección pública. "Blue Movie" fue proyectada en Nueva York por primera vez en 2005, tras más de treinta años de espera. 
Después del atentado sufrido en 1968, Warhol se volvió más reticente a la producción de películas. Su colaborador y ayudante de dirección, Paul Morrissey, llevó las producciones del colectivo de la Factory a un terreno más convencional y narrativo, con producciones de serie-B y películas de tono contestatario como "Flesh", "Trash", y "Heat" (1972). Todas estas películas, incluyendo las versiones de Drácula y Frankenstein, iban dirigidas a un público convencional adulto, más que a los sofisticados espectadores que habían apreciado las obras de Warhol. En estas últimas películas actuó Joe Dallesandro, a quien algunos han querido catalogar como una «estrella de Morrisey», y no una auténtica «estrella de Warhol».

### Música
A mediados de los sesenta, Warhol «adoptó» a una banda llamada The Velvet Underground, y les convirtió en un elemento crucial de la exposición de arte multimedia que organizaba, la Exploding Plastic Inevitable. Warhol convirtió a Paul Morrissey en el agente de la banda, y les presentó a Nico, quien se convertiría en miembro de la banda a petición de Warhol. En 1966 produjo su primer disco, titulado "The Velvet Underground and Nico", y realizó la decoración del disco. En realidad, la producción de Warhol se limitó a pagar por el estudio de grabación. Tras la publicación de este álbum, Warhol y el líder de la banda, Lou Reed, empezaron a disentir sobre la dirección que la banda debería tomar. Esta tensión pudo haber causado el final de su buena relación artística.
Warhol había diseñado numerosas portadas de discos desde su primera portada, una fotografía para el primer disco de John Wallowitch (titulado "This Is John Wallowitch", 1964). También diseñó las portadas del "Sticky Fingers" de los Rolling Stones en 1971, y del "Love You Live" (1977). En 1975 le encargaron hacer varios retratos de la cara visible de la banda, el músico Mick Jagger. Para John Cale diseñó la portada de "Honi Soit" (1981) y para Diana Ross las ilustraciones que aparecían en la cubierta de "Silk Electric". El póstumo "Menlove Ave." (1986) de Lennon también fue diseñado por Warhol.
Andy tenía buena relaciones en el mundo de la música, como Deborah Harry, Grace Jones, Diana Ross y John Lennon. El videoclip, formato que surgiría en los años 1970, también entraba en sus inquietudes creativas. La productora de vídeo de Warhol produjo, entre otros, el clip del sencillo "Misfit", para los Curiosity Killed The Cat, y el clip del sencillo "Hello Again" de The Cars (en el que figuraba como barman).
La relación de Warhol con la música no fue de índole estrictamente profesional. Su influencia sobre la llamada New Wave —como la banda Devo— y sobre la formación de artistas jóvenes, como David Bowie es sobradamente conocida. Bowie incluía una canción llamada Andy Warhol en su Hunky Dory (1971), y Lou Reed compuso una canción llamada "Andy Chest", que trataba sobre el atentado sufrido en 1968 a manos de Valerie Solanas. Esta canción fue grabada entonces con The Velvet Underground, pero la versión no fue publicada hasta que salió el álbum VU en 1985. En 1972 grabó una versión diferente para su disco Transformer, producida por Bowie y Mick Ronson.

### Warhol y la edición
Desde comienzos de la década de 1950, Warhol realizó regularmente los portafolios que utilizaba para mostrar su trabajo.
El primero de estos libros publicados por el mismo autor fue «25 Cats Name Sam and One Blue Pussy», impreso en 1954 por Seymour Berlin en papel Arches con marca de agua, y estaba ilustrado con litografías realizadas en el mismo estilo emborronado con el que se identificaba su trabajo de ilustrador. La edición original estaba limitada a 190 ejemplares, coloreadas a mano con tinta acualerable Dr. Martin's. Warhol regaló la mayoría de estos libros a clientes y amigos. La copia número 4, con la palabra "Jerry" manuscrita en la cubierta, fue un regalo de Warhol para Geraldine Stutz, y se utilizó en 1987 como modelo de una edición facsímil. El original fue subastado en mayo de 2006 por Doyle New York, y alcanzó un valor de 35.000 dólares.
Otros de los libros autoeditados por Warhol fueron A Gold Book, Wild Raspberries y Holy Cats.
Tras convertirse él mismo en una celebridad, Warhol escribió varios libros que fueron publicados con fines comerciales. 
- A, a Novel (1968, ISBN 0-8021-3553-6) es una transcripción literal —aderezada con faltas de ortografía y murmullos ininteligibles interpretados fonéticamente— de varias grabaciones de sonido realizadas por Ondine y varios de los asiduos visitantes de la Factory, y contiene sus charlas, sus saludos y sus despedidas.
- The Philosophy of Andy Warhol (From A to B and Back Again) —traducido al español como «La filosofía de Andy Warhol: De la A a la B y de la B a la A»— (1975, ISBN 0-15-671720-4) es un extracto de las conversaciones telefónicas diarias (algunas mientras Warhol estaba de viaje) entre el artista y Pat Hackett. La investigadora explica en la introducción de The Andy Warhol Diaries que las cintas que Warhol le daba para que grabase sus charlas contenían fragmentos de conversaciones previamente grabadas entre el artista, Brigid Berlin y el antiguo editor de la revista Magazine, Bob Colacello.
- Popism: The Warhol Sixties, (1980, ISBN 0-15-672960-1) es una revisión retrospectiva de los años sesenta y el auge del pop art, y sus coautores son Andy Warhol y Pat Hackett.
- The Andy Warhol Diaries (1989, ISBN 0-446-39138-7), editado por Pat Hackett, es una especie de «diario» dictado por Warhol a Hackett a lo largo de conversaciones telefónicas diarias. Warhol le había dado inicio para revisar el progreso de sus gastos tras revisiones fiscales, pero pronto evolucionó hasta incluir observaciones personales y comentarios artísticos.

Warhol fue además el creador de Interview, una revista de moda que aún se publica. El título garabateado en la portada puede ser obra de la propia mano de Warhol o de su madre, Julia Warhola, quien solía hacer ese tipo de colaboraciones escritas para sus primeras piezas comerciales. Fue enterrado con un ejemplar de su publicación.

### Otros medios
Como se ha señalado, aunque Warhol es más conocido como pintor y realizador, fue un autor prolífico que se expresaba en medios muy diversos.
- El dibujo era una parte esencial de la pintura de Warhol. Formado como ilustrador, Warhol acuñó un característico estilo «emborronado» con el que realizó sus celebrados anuncios de zapatos. Algunos de sus dibujos fueron publicados por el propio autor en forma de folletos (así, Yum, yum, yum, sobre la comida; Ho, Ho, Ho, de tema navideño; y Shoes, Shoes, Shoes, de uno de sus temas favoritos). Su libro de dibujos más aclamados es quizás A Gold Book, que reúne numerosas y delicadas ilustraciones de jóvenes. El título de esta obra se debe a una hoja dorada que decora sus páginas.[46]
- La escultura más conocida de Warhol es quizás la caja de Brillo, una réplica serigrafiada sobre madera de las cajas de un detergente bastante conocido. Las Cajas de Brillo formaban parte de una serie de esculturas que representan objetos típicos de tienda de barrio, como el kétchup Heinz o las Latas de Sopa Campbell.[47] Otras obras que Warhol realizó en este medio fueron la Silver Clouds, unos globos plateados de mylar con forma almohadillada. Una de estas "nubes plateadas" fue parte de la exposición itinerante Air Art organizada por Willoughby Sharp entre 1968 y 1969. "Clouds" fue también el título de una parte del RainForest, un espectáculo de danza contemporánea coreografiado por Merce Cunningham en 1968.[48]
- Música y edición de sonido: A partir de determinado momento, Warhol decidió no separarse de una grabadora portátil que llevaba a donde quiera que fuese, y con la que registraba cualquier cosa que dijese alguien cerca de él. Llamaba al aparato como «mi esposa», y utilizó parte del material grabado como soporte literario de algunos de sus libros. Otra importante obra sonora de Warhol fue su Invisible Sculpture, una instalación en la que las alarmas antirrobo dejaban de sonar al entrar. Por otra parte, la colaboración de Warhol con The Velvet Underground fue una vertiente muy destacada de su expreso deseo de convertirse en productor de música.
- La Time Capsule, creada en 1973, es una pieza con la que Warhol quería rescatar objetos de su entorno cotidiano —cartas, periódicos, suvenires, objetos de infancia, incluso billetes de avión y restos de comida— que reunía y sellaba dentro de cajas de cartón que él llamaba cápsulas del tiempo. Para la fecha de su muerte, existían cerca de 600 de estas cajas, todas adecuadamente fechadas y clasificadas. Las «cápsulas» están ahora reunidas en la colección del Andy Warhol Museum.[49]
- Warhol siempre manifestó su entusiasmo por un programa televisivo que quería llamar The Nothing Special, un programa especial sobre su tema favorito: nada. Al final de su carrera creó dos programas televisivos, la Andy Warhol's TV (1982) y Andy Warhol's Fifteen Minutes (1986), basado en su célebre frase sobre los «quince minutos de fama» que todo el mundo deberíamos tener. Además de las apariciones en sus propios programas, Warhol frecuentaba otras emisiones, como The Love Boat, en el que una mujer casada de nombre Marion Ross temía que Warhol revelase a su entonces marido, Tom Bosley —quien actuaba con Ross en el sitcom Happy Days— su dudoso pasado como Marina del Rey, una de las muchas «superestrellas» de Warhol. Warhol también realizó un anuncio de televisión para la cadena de restaurantes Schrafft's, de Nueva York. El anuncio promocionaba un postre helado apropiadamente llamado «Underground Sundae».[50]
- Una frase supuestamente atribuida a Warhol dice que «preferiría comprarme un vestido y colgarlo de la pared antes que poner un cuadro, ¿tú no?». Indudablemente, la moda era uno de los mayores intereses de Warhol, quien fundó Interview como un apasionado experto en la materia. Una de sus más conocidas superestrellas, Edie Sedgwick, manifestó siempre su intención de convertirse en diseñadora de moda, y su buen amigo Halston lo fue, y de enorme éxito. La aportación personal de Warhol a la moda pasaba por impresiones serigrafiadas sobre la tela, una breve incursión como modelo de pasarela, libros sobre moda y por supuesto los célebres zapatos que tanto le gustaba pintar.
- Performance: Warhol escenificó con sus conocidos diversos montajes teatrales, multimedia y happenings en fiestas y lugares públicos, en los que combinaba música, proyecciones de diapositivas y en alguna ocasión incluso espectáculos de BDSM con su amigo Gerard Malanga ataviado de vinilo y blandiendo un látigo. El Exploding Plastic Inevitable de 1966 fue la culminación de su trabajo en esta área.[51]
- Teatro: «Pork», de Andy Warhol, se estrenó el 5 de mayo de 1971 en el teatro LaMama de Nueva York, y permaneció dos semanas en el escenario. Posteriormente fue llevada al Roundhouse de Londres para una gira más prolongada durante 1971. «Pork» se basaba en la grabación de conversaciones sostenidas entre Brigid Berlin y Andy, y que trataban sobre las cintas que Brigid había grabado durante charlas con su madre. La obra estaba presentaba a Jayne County como el personaje de Vulva, y Cherry Vanilla como Amanda Pork.
- Para producir sus litografías, Warhol solía utilizar fotografías que eran sacadas indistintamente por él o por alguno de sus asistentes. Estas imágenes solían tomarse con un tipo de cámara Polaroid que la marca decidió mantener en producción únicamente para satisfacer a su insigne cliente. Su aproximación fotográfica a la pintura, y su personal visión de la fotografía instantánea tuvieron una fuerte influencia en la fotografía artística posterior. Warhol era un notable fotógrafo y disfrutaba retratando a sus numerosos invitados en la Factory.
- Una de las contribuciones menos conocidas de Warhol al mundo artístico es su producción como artista digital. Warhol utilizaba los ordenadores Amiga para generar imágenes con el apoyo de Amiga, Inc. También mostró la diferencia entre slow fill y fast fill en un programa en directo en la televisión, con Debby Harry como modelo.

### LaFactoryde Nueva York
El célebre estudio de Warhol cambió en numerosas ocasiones de dirección. La siguiente lista refiere sus sucesivas localizaciones, siempre dentro de la ciudad de Nueva York, así como la dirección de algunos de sus domicilios conocidos.
- Factory: 1342 Lexington Avenue, la Factory original.
- 1963-1967: The Factory en el 231 East de la 47th Street. El edificio actualmente no existe.
- 1967-1973: Factory, en el 33 de Union Square.
- 1973-1984: Factory, en el 860 de Broadway (cerca del 33 de Union Square; el edificio ha sido completamente remodelado, entre 2000 y 2001 fue la sede de la asesoría Scient, dedicada al comercio virtual).
- 1984-1987: Factory, en el 22 East 33rd Street. El edificio actualmente no existe.
- Casa: 1342 Lexington Avenue.
- Casa: 57 East 66th Street (la última casa de Warhol).

El último estudio en que Warhol trabajó estaba en el 158 de la Madison Avenue de Nueva York.

## Legado

The Andy Monument (2012), obra de Rob Pruitt, se yergue afuera de la tercera ubicación de The Factory, en la calle Broadway, Nueva York.

La Artists Rights Society (el equivalente a la SGAE española) es la representante legal de los derechos de propiedad de las obras de la Fundación, con la excepción de algunos fotogramas de películas de Warhol. El representante legal de dichos fotogramas es el Museo Warhol de Pittsburgh. Por otra parte, la fundación tiene acuerdos en lo relativo a sus imágenes de archivo. Todas las imágenes digitalizadas de obra de Warhol son propiedad de Corbis, mientras que las imágenes en diapositiva son gestionadas por Art Resource.
La fundación Andy Warhol publicó su informe anual especial del 20 aniversario en 2007, está dividido en tres tomos, a saber: Vol. I, 1987-2007; Vol. II, Asistencias y exposiciones; y Vol. III, Programa de Legado. La fundación sigue siendo el mayor donante de becas para las artes visuales en los Estados Unidos.
Dos años tras la muerte de Warhol, "Songs for Drella", una obra conceptual encargada por la Academia de Música de Brooklyn y The Arts at St. Ann's, de Nueva York, fue interpretada por Lou Reed y John Cale, un epígono de The Velvet Underground. La actuación fue grabada por el director Ed Lachman el 6 de diciembre de 1989, y editada en formato VHS y laserdisc. En 1990 fue publicada en forma de CD en un envoltorio negro de textura aterciopelada por Sire Records. «Drella» era un apodo acuñado por la estrella Ondine para Warhol, un cruce entre Drácula y Cenicienta muy popular entre los allegados al artista. "Songs for Drella" presenta una especie de descripción literaria de la vida de Warhol, y se centra en sus relaciones personales. Las canciones se agrupan en tres categorías: Una interpretación semi-fantástica desde la perspectiva de Warhol, crónicas en tercera persona de su vida y sus asuntos, y otra perspectiva más emocional guiada por comentarios sobre Warhol de Reed y Cale. En este disco, Reed se disculpa ante el difunto Warhol y pone las bases para una reconciliación a su conflicto personal. 
Reed y Cale habían estado interpretando las canciones en directo desde 1989 como un ciclo de canciones antes de entrar en un estudio. Hacia el final de la grabación, Cale prometió no volver a trabajar jamás con Reed, debido a diferencias personales, sin embargo el disco sería la causa de la revitalización del grupo The Velvet Underground. Aunque el álbum fue ideado como una unidad indivisible, se lanzó un sencillo titulado "Nobody But You".
En el 20 aniversario de su muerte el hotel Gershwin de Nueva York celebró un ciclo de actos homenajeando el arte de Warhol —y sus «superestrellas»—. Hubo una ceremonia de premios, un pase de moda y Blondie actuó en el acto de clausura. Al mismo tiempo, la galería Carrozzini von Buhler de Nueva York organizó Andy Warhol: In His Wake, una exposición que incluía obras de algunas de las «superestrellas» —Ultra Violet, Billy Name, Taylor Mead e Ivy Nicholson—, así como una joven generación de epígonos de Warhol. Una escultura interactiva de Cynthia von Buhler titulada The Great Warhola presentaba a Warhol como una máquina tragaperras que adivinaba el futuro. La galería se modificó para parecerse a la plateada Factory. 
En 2007, el Financial Times definió a la pintora británica Stella Vine como «una descendiente de Warhol». Arifa Akbar, de The Independent señaló que la perspectiva de Vine sobre la cultura de la celebridad podía adscribirse a la tradición warholiana. Vine ha declarado sentir una fuerte relación hacia Warhol, indicando que es «el mismo tipo de persona que él» (sic).

### Museos
Existen dos museos dedicados especialmente a Warhol. El Andy Warhol Museum, uno de los Museos Carnegie de Pittsburgh está localizado en el 117 de Sandusky Street, en Pittsburgh, Pensilvania. Con sus más de 12 000 piezas de Warhol, es el mayor museo dedicado a un solo artista en todos los Estados Unidos.
El segundo museo dedicado a la memoria de Warhol es el Andy Warhol Museum of Modern Art, fundado en 1991 por su hermano John Warhola, el Ministerio de cultura del gobierno eslovaco y la Warhol Fundation de Nueva York. El museo se encuentra en la pequeña ciudad de Medzilaborce, a 15 kilómetros de Miková, el pueblo donde nacieron los padres de Warhol, en Eslovaquia. El museo aloja numerosas obras originales cedidas por la Warhol Foundation y algunos objetos personales donados por los parientes de Warhol.

### Andy Warhol en la ficción

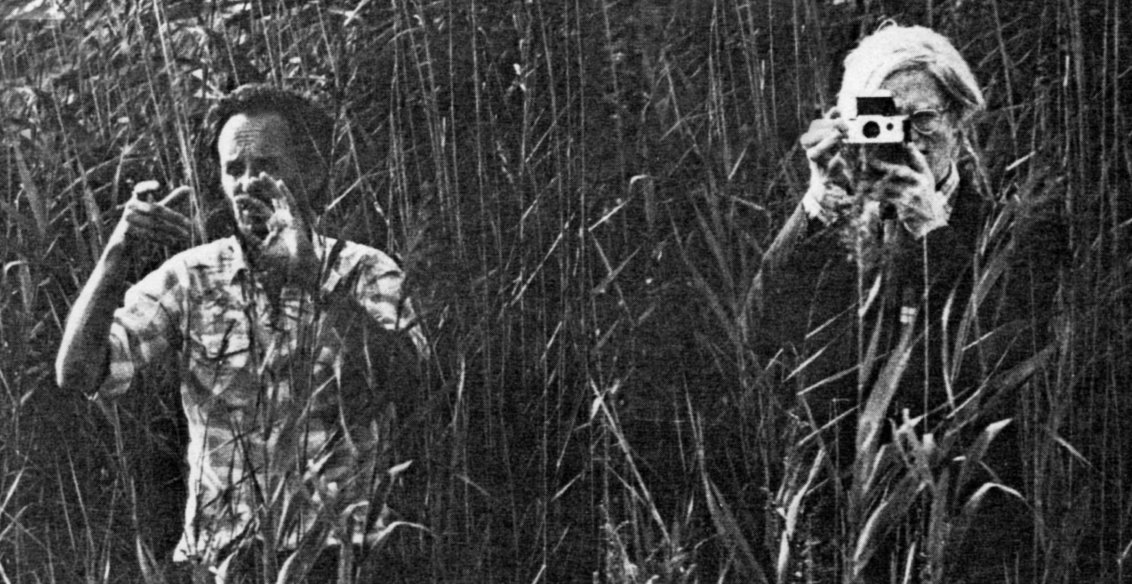
Warhol (derecha) con el director Ulli Lommel en el rodaje de Cocaine Cowboys (1979) en la cual se interpretaba a sí mismo.

En 1979, Warhol actuó en la película Cocaine Cowboys (1979).
Después de su muerte, Warhol fue interpretado por Crispin Glover en la película de Oliver Stone The Doors (1991), por David Bowie en Basquiat (1996), de Julian Schnabel, y por Jared Harris en la película I Shot Andy Warhol (1996), de Mary Harron. Warhol también aparece como un personaje de la ópera de Michael Daugherty Jackie O (1997). El actor Mark Bringlesson hace una breve aparición como Andy en Austin Powers (1997). Por otra parte, muchas películas del cineasta de vanguardia Jonas Mekas muestran imágenes de la vida de Warhol. Sean Gregory Sullivan también retrató la vida de Warhol en 54 (1998). La última producción relacionada con Warhol es el largometraje Factory Girl (2007), cuyo papel es interpretado por el actor australiano Guy Pearce. Esta película trata sobre la vida de la modelo Edie Sedgwick.
Gus Van Sant planeó rodar una versión de la vida de Warhol, con River Phoenix en el papel protagonista, pero el proyecto quedó frustrado con la muerte del actor en 1993.
Andy Warhol aparece como W, un agente de MIB encubierto en la película Men in Black III donde es interpretado por Bill Hader. En una de las pocas escenas en las que se ve al personaje, Warhol le ruega al Agente K que finja su muerte para poder volver a su vida normal, diciendo «Pinto latas de sopa y bananas ridículas. Finge mi muerte, ya no puedo seguir escuchando ésa maldita música. ¡Ya no se quién es mujer y quién es hombre!». También aparece brevemente en la adaptación cinematográfica de la novela gráfica Watchmen (2009), discutiendo el fenómeno de los superhéroes con Truman Capote, frente a una pintura de Búho Nocturno.

### Documentales
- En 2001 el director polaco Stanislaw Mucha produjo Absolut Warhola, un documental que retrataba la vida de la familia de Warhol en su ciudad natal, en Eslovaquia.[66]
- Andy Warhol: A Documentary Film es una película-homenaje de cuatro horas de duración dirigida por Ric Burns en 2006.[67]